# ماتيو مايس
ماتيو مايس هو دراج بلجيكي، ولد في 3 مايو 1944 في لاناكن في بلجيكا، وتوفي في 9 مايو 2017.

## وصلات خارجية
- ماتيو مايس على موقع أرشيف الدراجات (الإنجليزية)
- ماتيو مايس على موقع إحصائيات الدراجات الإحترافية (الإنجليزية)